# Park City (Tennessee)
Park City – jednostka osadnicza w Stanach Zjednoczonych, w stanie Tennessee, w hrabstwie Lincoln.